# دوكوسان-1-ول
دوكوسان-1-ول هو كحول دهني ذو إثنى وعشرين ذرة كربون، صيغته الجزيئية هي C22H46O. يستخدم دوكوسان-1-ول كمستحلب ومطهر، وفي الأونة الأخيرة أصبح يستعمل كمضاد للفيروسات للحد من مدة القروح الباردة الناجمة عن فيروس الهربس البسيط.